# 新潟山形南部連絡道路
新潟山形南部連絡道路（にいがたやまがたなんぶれんらくどうろ）は、新潟県村上市を起点に山形県東置賜郡高畠町に至る、延長約80 kmの地域高規格道路である。

## 概要
山間部を経由する国道113号は、現在新潟・山形・仙台を結ぶ最短経路であるが、災害発生の危険箇所が多いうえ冬期に交通機能が著しく低下するにも関わらず他に代替路が存在しないことから問題を指摘され、それを解消する目的でバイパス的役割を持つ本道路が計画された。
1994年（平成6年）12月16日に計画路線に指定され、現在は、荒川胎内IC - 十文字交差点間の荒川道路、長井市大字今泉 - 南陽市大字竹原間の梨郷道路、南陽市大字竹原 - 南陽高畠IC間の赤湯バイパスが供用されており、鷹ノ巣道路と小国道路の区間において事業中である。
現在のところ、案内標識上では新潟山形南部連絡道路の名称は使用されていない。

## 事業名
- 一般国道113号荒川道路：荒川胎内IC - 十文字交差点
- 一般国道113号鷹ノ巣道路：岩船郡関川村大字下川口 - 岩船郡関川村大字片貝
- 一般国道113号小国道路：岩船郡関川村金丸 - 小国町松岡[3]
- 一般国道113号梨郷道路：長井市大字今泉 - 南陽市大字竹原[4]
- 一般国道113号赤湯バイパス：南陽市大字竹原 - 南陽高畠IC

### 小国道路
小国道路は2019年度新規採択。総事業費約350億円のうち国が3分の2、新潟、山形の両県が3分の1を負担する。一部現道活用案や小国市街地近傍を経由せず直行する案など複数の案が比較検討されたが、市街地近傍経由で全線新設の案が採用された。
- 起点：関川村大字金丸[8]
- 終点：小国町大字松岡[8]
- 延長：12.7 km[8]
- 規格：第1種第3級[8]
- 設計速度：80 km/h[8]
- 車線数：2車線[8]

## インターチェンジなど
- IC番号欄の背景色が■である区間は既開通区間に存在する。施設欄の背景色が■である区間は未開通区間または未供用施設に該当する。未開通区間の名称は全て仮称である。

| 道路名                                          | IC番号                                          | 施設名                                          | 接続路線名                                                      | 起点 から (km)                                  | 備考                                            | 所在地 | 所在地          |
| ----------------------------------------------- | ----------------------------------------------- | ----------------------------------------------- | --------------------------------------------------------------- | ----------------------------------------------- | ----------------------------------------------- | ------ | --------------- |
| 国道113号 荒川道路                              | 6                                               | 荒川胎内IC                                      | E7 日本海東北自動車道                                           | 0.0                                             | -                                               | 新潟県 | 村上市          |
| 国道113号 荒川道路                              |                                                 | 十文字交差点                                    | 国道7号 国道113号（現道）                                       | 3.6                                             | 平面交差                                        | 新潟県 | 村上市          |
| 基本計画区間                                    |                                                 |                                                 |                                                                 |                                                 |                                                 | 新潟県 | 村上市          |
| 国道113号 鷹ノ巣道路                            |                                                 | 下川口                                          | 国道113号（現道）                                               | 0.0                                             | 事業中                                          | 新潟県 | 岩船郡 関川村   |
| 国道113号 鷹ノ巣道路                            |                                                 | 出入口（名称未定）                              | 国道113号（現道）                                               |                                                 | 事業中                                          | 新潟県 | 岩船郡 関川村   |
| 国道113号 鷹ノ巣道路                            | 出入口（名称未定）                              |                                                 |                                                                 |                                                 | 事業中                                          | 新潟県 | 岩船郡 関川村   |
| 国道113号 鷹ノ巣道路                            |                                                 | 片貝                                            | 国道113号（現道）                                               | 5.0                                             | 事業中                                          | 新潟県 | 岩船郡 関川村   |
| 片貝 - 金丸（計画段階評価手続き中）             |                                                 |                                                 |                                                                 |                                                 |                                                 | 新潟県 | 岩船郡 関川村   |
| 国道113号 小国道路                              |                                                 | 金丸                                            | 国道113号（現道）                                               | 0.0                                             | 事業中                                          | 新潟県 | 岩船郡 関川村   |
| 国道113号 小国道路                              |                                                 | 小国IC                                          | 山形県道261号五味沢小国線                                       |                                                 | 事業中                                          | 山形県 | 西置賜郡 小国町 |
| 国道113号 小国道路                              |                                                 | 岩井沢IC                                        | 町道岩井沢麻枯沢線                                              |                                                 | 事業中                                          | 山形県 | 西置賜郡 小国町 |
| 国道113号 小国道路                              |                                                 | 松岡                                            | 国道113号（現道）                                               | 12.7                                            | 事業中                                          | 山形県 | 西置賜郡 小国町 |
| 基本計画区間（小国 - 飯豊計画段階評価手続き中） | 基本計画区間（小国 - 飯豊計画段階評価手続き中） | 基本計画区間（小国 - 飯豊計画段階評価手続き中） | 基本計画区間（小国 - 飯豊計画段階評価手続き中）                 | 基本計画区間（小国 - 飯豊計画段階評価手続き中） | 基本計画区間（小国 - 飯豊計画段階評価手続き中） | 山形県 | 西置賜郡 飯豊町 |
| 国道113号 梨郷道路                              |                                                 | 今泉                                            | 国道113号（現道）                                               | 0.0                                             | 平面交差                                        | 山形県 | 長井市          |
| 国道113号 梨郷道路                              |                                                 | 川西IC                                          | 国道287号                                                       |                                                 | -                                               | 山形県 | 東置賜郡 川西町 |
| 国道113号 梨郷道路                              |                                                 | 梨郷IC                                          | 国道113号（現道） 国道399号                                     | 7.2                                             | -                                               | 山形県 | 東置賜郡 川西町 |
| 国道113号 赤湯バイパス                          | 南陽市                                          | 梨郷IC                                          | 国道113号（現道） 国道399号                                     | 7.2                                             | -                                               | 山形県 |                 |
| 国道113号 赤湯バイパス                          | 南陽市                                          |                                                 | 川西・宮内方面出入口（西落合）                                  | 山形県道3号米沢南陽白鷹線                       | 9.8                                             | 山形県 | -               |
| 国道113号 赤湯バイパス                          | 南陽市                                          |                                                 | 川西・赤湯駅方面出入口（島貫）                                  | 山形県道102号南陽川西線                         | 11.2                                            | 山形県 | -               |
| 国道113号 赤湯バイパス                          | 南陽市                                          |                                                 | 福島・米沢方面出入口（鍋田）                                    | 国道13号 国道399号                              | 13.2                                            | 山形県 | -               |
| 国道113号 赤湯バイパス                          | 11                                              | 南陽高畠IC                                      | E13 東北中央自動車道 国道13号（南陽バイパス） 国道113号（現道） | 14.4                                            | 平面交差                                        | 山形県 | 東置賜郡 高畠町 |

## 歴史
- 1994年（平成6年）12月16日 : 計画路線指定。
- 2003年（平成15年）11月30日 : （赤湯バイパス区間）山形県南陽市鍋田 - 同県高畠町大字深沼 (1.2 km) 開通。
- 2008年（平成20年）5月22日 : （赤湯バイパス区間）南陽市島貫 - 同市鍋田 (2.0 km) 開通。
- 2009年（平成21年）
  - 3月21日 : （荒川道路区間）新潟県村上市南新保 - 同市坂町 (3.6 km) 開通。
  - 3月27日 : （赤湯バイパス区間）南陽市竹原 - 同市島貫 (4.0 km) 開通。
- 2024年（令和6年）3月9日 : 梨郷道路の延長7.2 kmが開通[12]。

## 路線状況

### 車線・最高速度
| 区間                      | 車線 上下線=上り線+下り線 | 最高速度 |
| ------------------------- | ------------------------- | -------- |
| 荒川胎内IC - 十文字交差点 | 2=1+1                     | 60 km/h  |
| （計画中 or 建設中）      |                           |          |
| 今泉 - 南陽高畠IC         | 2=1+1                     | 70 km/h  |

### 道路管理者
- 新潟県村上地域振興局地域整備部 : 荒川胎内IC - 十文字交差点
- 国土交通省
  - 東北地方整備局山形河川国道事務所 : 長井市大字今泉 - 南陽高畠IC

## 地理

### 通過する自治体
- 新潟県
  - 村上市（ - 岩船郡関川村）
- 山形県
  - （西置賜郡小国町） - 長井市 - 東置賜郡川西町 - 南陽市 - 東置賜郡高畠町

### 接続高速道路
- E7 日本海東北自動車道（荒川胎内ICで接続）
- E13 東北中央自動車道（米沢南陽道路・南陽高畠ICで接続）

## 参考資料
- 新潟山形南部連絡道路（国土交通省羽越河川国道事務所 公式サイト）
- 新潟山形南部連絡道路（国土交通省羽越河川国道事務所 公式資料）